# 3-fosfošikimat 1-karboksiviniltransferaza
3-fosfošikimat 1-karboksiviniltransferaza (EC 2.5.1.19, 5-enolpiruvilšikimat-3-fosfat sintaza, 3-enolpiruvilšikimat 5-fosfat sintaza, 3-enolpiruvilšikiminska kiselina-5-fosfat sintetaza, 5'-enolpiruvilšikimat-3-fosfat sintaza, 5-enolpiruvil-3-fosfošikimatna sintaza, 5-enolpiruvilšikimat-3-fosfat sintetaza, 5-enolpiruvilšikimat-3-fosforna kiselina sintaza, enolpiruvilšikimat fosfat sintaza, EPSP sintaza) je enzim sa sistematskim imenom fosfoenolpiruvat:3-fosfošikimat 5-O-(1-karboksivinil)-transferaza. Ovaj enzim katalizuje sledeću hemijsku reakciju
fosfoenolpiruvat + 3-fosfošikimat {\displaystyle \rightleftharpoons } fosfat + 5-O-(1-karboksivinil)-3-fosfošikimat

## Literatura
- Nicholas C. Price; Lewis Stevens (1999). Fundamentals of Enzymology: The Cell and Molecular Biology of Catalytic Proteins (Third изд.). USA: Oxford University Press. ISBN 019850229X.
- Eric J. Toone (2006). Advances in Enzymology and Related Areas of Molecular Biology, Protein Evolution (Volume 75 изд.). Wiley-Interscience. ISBN 0471205036.
- Branden C; Tooze J. Introduction to Protein Structure. New York, NY: Garland Publishing. ISBN 0-8153-2305-0.
- Irwin H. Segel. Enzyme Kinetics: Behavior and Analysis of Rapid Equilibrium and Steady-State Enzyme Systems (Book 44 изд.). Wiley Classics Library. ISBN 0471303097.

## Spoljašnje veze
- 3-phosphoshikimate+1-carboxyvinyltransferase на 